# Sphecozone rubescens
Sphecozone rubescens är en spindelart som beskrevs av O. Pickard-Cambridge 1870. Sphecozone rubescens ingår i släktet Sphecozone och familjen täckvävarspindlar. Inga underarter finns listade i Catalogue of Life.